# Saurita mediorubra
Saurita mediorubra là một loài bướm đêm thuộc phân họ Arctiinae. Loài này được William James Kaye mô tả năm 1911. Loài này có ở nam Brasil.
Sải cánh của loài này dài khoảng 34 mm.